# Биргер Магнуссон (король Швеции)
Биргер Магнуссон (швед. Birger Magnusson, 1280[…], Швеция — 31 мая 1321, Дания) — король Швеции в 1290—1319 годах из династии Фолькунгов. Фактически не правил.

## Биография
Сын Магнуса Ладулоса, провозглашен королём в раннем детстве, формально начал править с 1290 года, после смерти отца. Регентом при малолетнем короле был Торгильс Кнутссон, которого Магнус Ладулос назначил марскалком (маршалом). В годы его регентства Швеция пострадала от голода и эпидемии чумы в начале 1290-х, в 1300 совершён неудачный военный поход против Новгорода, с целью захватить устье Невы. За одно лето у впадения Охты в Неву была построена крепость Ландскрона. Но в мае 1301 года она была взята русскими и разрушена.
Биргер был коронован в 1302 году и почти сразу же потребовал от братьев Эрика и Вальдемара гарантий лояльности. В 1305 году они, однако, восстали против его власти, арестовали и потребовали отдать им под управление большую часть страны, оставив у короля лишь титул и небольшие владения. После этого по их требованию был казнён Торгильс, приходившийся одному из братьев, Вальдемару, одновременно тестем и крестным отцом.
В декабре 1317 года Биргер заманил братьев в замок Нючёпинга, схватил и заточил в подземелье, где они вскоре умерли от голода. Однако значительная часть шведской знати восстала против короля, его войска были разбиты, а сам он был вынужден бежать в Данию к своему зятю Эрику Менведу. Вскоре Менвед умер и к власти в Дании пришёл его брат Кристофер, симпатизировавший сторонникам казнённых герцогов, которые возвели на шведский трон малолетнего сына Эрика Магнуса. Через год Магнус был провозглашен ещё и королём Норвегии, поскольку был внуком покойного короля Хокона. Объединение монархий похоронило надежды Биргера и его сторонников на возврат власти. История убийства Биргером братьев и последующее восстание легло в основу первой шведской хроники — «Хроники Эрика»
В 1320 году сын Биргера Магнус, ранее сдавшийся в плен на условиях личной неприкосновенности, был казнён в Стокгольме. Вскоре умер и сам Биргер.